# ألكسندر كارابتيان
ألكسندر كارابتيان (بالأرمنية: Ալեքսանդր Կարապետյան) هو لاعب كرة قدم أرميني في مركز الهجوم، ولد في 23 ديسمبر 1987 في تبليسي في جورجيا. شارك مع منتخب أرمينيا لكرة القدم. أما مع النوادي، فقد لعب مع إف91 دوديلانج وفيهين فيسبادن ونادي هامبورغ 08 ويان ريغنسبورغ.

## وصلات خارجية
- ألكسندر كارابتيان على موقع الاتحاد الدولي (مؤرشف)  (الإنجليزية)
- ألكسندر كارابتيان على موقع الاتحاد الأوربي (الإنجليزية)
- ألكسندر كارابتيان على موقع قاعدة بيانات كرة القدم.إي يو (الإنجليزية)
- ألكسندر كارابتيان على موقع ناشيونال فوتبول تيمز (الإنجليزية)
- ألكسندر كارابتيان على موقع Soccerway.com (الإنجليزية)

{{شريط تصفح تشكيلة فريق كرة قدم
|الاسم=
|اسم الفريق= بيونيك يريفان
|القائمة=
- 2 أليماو
- 3 Nikos Kenourgios [الإنجليزية]‏
- 4 أودو
- 6 Juninho (footballer, born July 1995) [الإنجليزية]‏
- 7 مالاكيان
- 8 Gevorg Tarakhchyan [الإنجليزية]‏
- 9 Matas Vareika [الإنجليزية]‏
- 10 مورينو
- 11 Joël Bopesu [الإنجليزية]‏
- 13 Daniyel Agbalyan [الإنجليزية]‏
- 15 كوفالينكو
- 16 أفاغيان
- 17 Petrosayan
- 18 Hovhannisyan
- 19 Metoyan

{{لاعب تشكيلة فريق كرة قدم|الرقم=20|الاسم=Villela
{{لاعب تشكيلة فريق كرة قدم|الرقم=21|الاسم=Galstyan
- 22 Islamović
- 23 غونسالفيس
- 25 كوليكوف
- 26 ملجكوفيتش
- 30 Polyanski
- 33 أوكانسي
- 35 Alekyan
- 71 Stanislav Buchnev [الإنجليزية]‏
- 76 Almeida
- 77 Buhari
- 79 فاكولنكو
- 99 Marius Noubissi [الإنجليزية]‏
- مدرب: Yegishe Melikyan [الإنجليزية]‏